# Никитенко, Любовь Ивановна
Любовь Ивановна Никитенко (до замужества — Кононова) (род. 6 декабря 1948, Кустанай) — советская легкоатлетка, выступавшая в барьерном беге, казахстанский тренер. Участница летних Олимпийских игр 1976 года, чемпионка Европы в помещении 1977 года.

## Биография
Любовь Никитенко родилась 6 декабря 1948 года в городе Кустанай (сейчас в Казахстане).
Выступала в легкоатлетических соревнованиях за «Динамо» из Алма-Аты. Трижды выигрывала чемпионат СССР в беге на 100 метров с барьерами (1971, 1973, 1977), один раз — в беге на 200 метров с барьерами (1971), дважды — чемпионат СССР в помещении в беге на 60 метров с барьерами (1972, 1976). Кроме того, на её счету три серебряных медали чемпионата СССР в беге на 100 метров с барьерами (1970, 1975—1976), одна — в беге на 200 метров с барьерами (1973), а также бронза чемпионата СССР в помещении в беге на 60 метров с барьерами (1977).
В 1975 и 1976 годах устанавливала мировые рекорды в беге на 60 метров с барьерами — 7,9 секунды, однако они не были зарегистрированы.
В 1976 году заняла 6-е место в беге на 60 метров с барьерами на чемпионате Европы в помещении в Мюнхене, показав результат 8,49 секунды.
В том же году вошла в состав сборной СССР на летних Олимпийских играх в Монреале. В четвертьфинале бега на 100 метров с барьерами заняла 3-е место с результатом 13,36 секунды, а в полуфинале была дисквалифицирована.
В 1977 году завоевала золотую медаль на чемпионате Европы в помещении в Сан-Себастьяне в беге на 60 метров с барьерами (8,29).
В том же году стала бронзовым призёром Кубка мира в Дюссельдорфе в беге на 100 метров с барьерами (12,87).
После завершения выступлений работает тренером в Алма-Ате. Является заслуженным тренером РК. Среди её воспитанников — чемпион олимпийских игр в Сеуле (1988) [[Савин, Виталий 
Анатольевич|Виталий Савин]], чемпионка олимпийских игр в Сиднее (2000), чемпионка мира в закрытых помещениях (1999) Ольга Шишигина, чемпионы Азии в помещении Елена Никитенко, Юлия Рахманова, Светлана Голендова, Татьяна Азарова. Чемпионы и призеры Азии Геннадий Черновол, Андрей Скляренко.

## Личные рекорды
- Бег на 100 метров с барьерами — 12,87 (3 сентября 1977, Дюссельдорф)[3]
- Бег на 50 метров с барьерами — 7,28 (11 марта 1972, Гренобль)[3]
- Бег на 60 метров с барьерами — 8,14 (21 февраля 1976, Мюнхен)[3]